# Bob Entrop (malacoloog)
Christiaan Johannes J. (Bob) Entrop (De Haag, 1917 - Den Haag, 1987) was een Nederlands malacoloog.
Entrop schreef in 1959 het populaire werk Schelpen vinden en herkennen (Thieme - Zutphen, 3e druk 1972, 320 p.) en het beknopte boekje Schelpen die men kan vinden. 120 Europese schelpen in kleuren (Thieme - Zutphen, 1975, 72 p.).
In 1966 richtte hij een privé museum met de naam 'In de Schulp' voor zijn schelpencollectie op. De verzameling (ruim 250.000 schelpen, verdeeld over ongeveer 200 schelpenfamilies) vormde de basis voor het latere Zeemuseum dat onderdeel werd van Muzee in Scheveningen. Hij heeft dit museum tot 1987 als directeur geleid.
Entrop is tijdens de Tweede Wereldoorlog van 1943 tot het einde van de oorlog in 1945 als krijgsgevangene gedwongen tewerk gesteld in het krijgsgevangenenkamp Mühlberg (Stalag IV B) (Duitsland - Brandenburg). Samen met zijn mede exgevangene Joh. Mulder heeft hij in 1945 het boek 'Prikkeldraad' over deze periode geschreven. Hij heeft daarna evenals zijn meeste lotgenoten nooit meer over die periode gesproken. In 2010 heeft zijn zoon de cineast Bob Entrop Jr. de gelijknamige film gemaakt waarin zes overlevenden vertellen wat hen tijdens dit krijgsgevangenschap was overkomen.